# 陳詩俊
陳詩俊（1926年11月10日—1952年6月24日），原名陳錫祺，曾化名江萍，福建省龍岩縣人，花蓮縣壽豐國民學校教員，受中共中央社會部台灣工作站指揮參與地下活動被判處死刑，1952年6月29日槍決於台北川端橋南端刑場。

## 生平
陳詩俊，1926年生於福建省龍岩縣，1949年來台後在花蓮縣瑞美國民學校擔任教師。
1948年中共中央社會部部長李克農先後派遣朱芳春(化名非)、蕭明華及凱等多名特工赴台發展組織，非開辦「實用心理學補習班」講課，藉機吸收組織成員，成立「臺灣青年解放同盟」和「新民主主義青年團」。非在國語日報擔任編輯，實際上則是執行情報工作，吸收組織成員、策動國語日報高層及蒐集文教方面情報。1949年8月非返回中國，李克農即指示不可再組織讀書會，會很容易被破獲，要求他們化整為零，改為單線聯絡，並且以蒐集情報與策反為工作重點，1949年10月于非回台後，將組織名稱改為中共中央社會部台灣工作站，負責情報偵蒐與策反工作。
凱負責學運，吸收張慶及姜民權成立工作小組，在台大以耕耘社吸收學生加入組織，1950年2月情治機關發覺非身分，在非住處逮捕蕭明華，非將相關檔案移藏嚴明森處，前往花蓮孫玉林處躲藏，透過孫玉林、周一粟買通白靜寅取得諜報證，1950年3月22日非帶著包含「海南島作戰計畫書」、「臺灣省作戰計畫書」等多達二十幾種相關軍事情報之相片膠卷，從基隆搭船往香港返回上海，同年5月海南島全島遭到中共解放。同時，保密局擴大搜查將中共中央社會部在台組織成員一網打盡。
1950年陳詩俊因花蓮中學顧傳和匪嫌案曾入軍法處審訊，因無涉相關案情獲無罪釋放。然而在軍法處看守所拘押期間，陳詩俊向于凱表示前在內地曾參加匪黨組織後失連絡，于凱當即爭取他轉入自己領導的中共中央社會部潛台組織，從事地下工作，雙方約定陳詩俊化名江萍，上級領導人化名高陵，規定秘密通信辦法，寫液為澱粉質或牛奶、反應液為碘酒，掩護信末尾如有敬祝「快樂」字樣，信箋反面即有密寫。凱在獄中與梁鍾濬討論組織交接，包含陳詩俊、蘇爾挺、柳露等組織成員。然而，他們不知道在軍法處內，保密局利用幹員滲透入獄中，並策反組織成員路齊書進行偵蒐，相關情報早已被保密局知悉，中共中央社會部台灣站瓦解，上百人受到牽連抓捕。
陳詩俊獲釋後，花蓮縣教育局安排他前往壽豐國民學校任教，1950年6月，保密局策動凱以高陵名義書寫密信四封給陳詩俊，陳詩俊遭到釣魚而回信三封成為加入地下組織鐵證，雖然陳詩俊被捕後極力撇清，但是仍然遭到起訴。
1952年1月2日，陳詩俊、蘇爾挺、李國萃、遲紹春、宮樹桐都因為中共中央社會部蘇藝林案的牽連被判處死刑，1952年6月24日槍決於台北川端橋南端刑場。

## 相關事件
陳詩俊在壽豐國小被逮捕深深影響了他的學生，2007年，時任花蓮縣長謝深山表示，能夠參加母校的畢業典禮，讓他感到相當高興。他也透露自己國小六年級時，因級任老師受白色恐怖影響被抓，當時學校因此取消畢業典禮的舉辦，這讓他覺得此刻可以參加母校的畢業典禮，是相當難得的經驗。

## 紀念
2013年10月 北京西山國家森林公園的無名英雄廣場上立有無名英雄紀念碑，為紀念來台灣在1950年代被處決「隱避戰線烈士」而設立，陳詩俊銘刻於紀念碑上，為中共國家安全部追認之中華人民共和國烈士。

## 平反
2018年12月7日，促進轉型正義委員會促轉三字第1075300145A號函文，公告受難者黃藻儒君等1505人應予平復司法不法之刑事有罪判決暨其刑，其中(41)安潔字第 1075 號，有關陳詩俊意圖顛覆政府而著手實行之有罪判決暨其刑及沒收之宣告正式撤銷